# Prado (futebolista)
Antônio Francisco Bueno do Prado  (Catanduva, 13 de maio de 1940 — São Paulo, 31 de agosto de 2017) foi um futebolista brasileiro.
Proveniente do Bragantino, Prado foi contratado pelo São Paulo em 1961 e ficou até 1967, quando se transferiu para o Corinthians. Em 244 partidas pelo Tricolor Paulista, fez 121 gols, tendo participado de 129 vitórias, 57 empates e 56 derrotas, tendo feito 121 gols[carece de fontes?].
Quando parou de jogar, Prado tornou-se dono de casa lotérica em Perdizes (bairro de São Paulo).

## Morte
Em maio de 2017, começou a tratar de um melanoma, que o acabou vitimando. Foi sepultado no Cemitério do Araçá.